# Ballet royal suédois

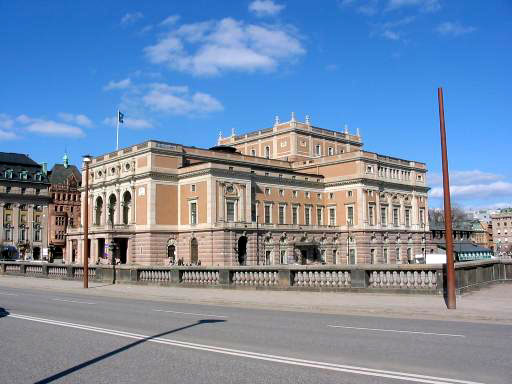
L'Opéra royal de Stockholm

Le Ballet royal suédois (en suédois : Kungliga Baletten, en anglais : Royal Swedish Ballet) est une des troupes de ballet parmi les plus anciennes d'Europe.
Si la première représentation de ballet à la cour de Stockholm date de 1638, par Antoine de Beaulieu, c'est en 1773 que le roi Gustave III de Suède fonde le nouvel Opéra royal de Stockholm, dont le maître de ballet est Louis Gallodier et le premier danseur Louis Frossard.
Composée à l'origine de 24 danseurs, la troupe en compte 72 dix ans plus tard. Des chorégraphes d'origine française pour la plupart se succèdent à la tête du ballet, dont Antoine Bournonville (père d'Auguste), Charles-Louis Didelot et Filippo Taglioni (1803-1804 et 1817-1818). Après un déclin sévère durant la seconde moitié du XIXe siècle, Michel Fokine vient redresser la troupe en 1918, mais la concurrence des Ballets suédois à Paris (1920-1925) dépeuple à nouveau la compagnie.
Sans troupe permanente pendant plusieurs années, le ballet doit attendre les initiatives de Birgit Cullberg et Ivo Cramér pour retrouver vigueur. En 1949, Antony Tudor est engagé comme maître de ballet et il fait régulièrement appel aux deux chorégraphes pour monter leurs propres œuvres. D'autres chorégraphes internationaux sont invités à travailler avec la ballet, comme Jerome Robbins, José Limón, Rudolf Noureev, John Cranko ou Jiří Kylián.
Le 3 juillet 2017, Nicolas Le Riche est directeur du Ballet Royal de Suède de Stockholm.

## Maîtres de ballet
- 1773-1803 : Louis Gallodier
- 1803-1804 : Filippo Taglioni
- 1804-1806 : Federico Nadi Terrade
- 1806-1816 : Louis Deland
- 1816-1817 : Ledet fils
- 1817-1818 : Filippo Taglioni
- 1820-1823 : André Isidore Carey
- 1823-1827 : Giovanni Battista Ambrosiani
- 1827-1830 : Sophie Daguin
- 1827-1833 : Per Erik Wallqvist
- 1833-1856 : Anders Selinder
- 1856-1862 : Sigurd Harald Lund
- 1862-1870 : Théodore Martin
- 1870-1886 : Theodore Marckl
- 1887-1890 : Robert Sjöblom
- 1890-1894 : Sigurd Harald Lund
- 1894-1901 : Max Glasemann
- 1901-1905 : Otto Zöbisch
- 1905-1908 : Robert Köller
- 1911-1913 : Otto Zöbisch
- 1913-1918 : pas de maître de ballet
- 1918-1920 : Michel Fokine
- 1920-1922 : Sven Tropp
- 1922-1926 : Gunhild Rosén
- 1926-1927 : Lise Steier
- 1927-1931 : Jan Cieplinsky
- 1931-1951 : Julian Algo
- 1949-1951 : Antony Tudor
- 1953-1962 : Mary Skeaping
- 1962-1963 : Antony Tudor
- 1964-1966 : Brian Macdonald
- 1967-1971 : Erik Bruhn
- 1971-1980 : Ivo Cramér
- 1980-1984 : Gunilla Roempke
- 1986-1993 : Nils Ake-Häggbom
- 1993-1995 : Simon Mottram
- 1995-1999 : Frank Andersen
- 1999-2001 : Petter Jacobsson
- 2002-2008 : Madeleine Onne
- 2008-2011 : Marc Ribaud
- 2011- : Johannes Öhman